# اسمیت کورنر (کالیفرنیا)
اسمیت کورنر (به انگلیسی: Smith Corner) یک منطقهٔ مسکونی در ایالات متحده آمریکا است که در شهرستان کرن، کالیفرنیا واقع شده‌است. اسمیت کورنر ۰٫۵۷۰ کیلومتر مربع مساحت و ۵۲۴ نفر جمعیت دارد و ۱۰۱ متر بالاتر از سطح دریا واقع شده‌است.